# Notanthidium saltense
Notanthidium saltense är en biart som först beskrevs av Heinrich Friese 1908.  Notanthidium saltense ingår i släktet Notanthidium och familjen buksamlarbin. Inga underarter finns listade i Catalogue of Life.